# Тунґнатх
Храм Тунґнатх (гінді चोपता तुंगनाथ, англ. Tungnath Temple) — один з п'яти присвячених Шиві храмів Панч-Кедар, розташованих на гірському хребті Тунґанатх в індійському штаті Уттаракханд. Храм розташований на висоті 3680 м над рівнем моря, що робить його найвищим з усіх шиваїстських храмів. Вважається, що храму 1000 років, він другий серед Панч-Кедар. За легендою, його будівництво пов'язане за Пандавами, героями епосу Махабхарата.

## Легенда
Згідно з індуською міфологією, Лорд Шива і його дружина Парваті обидва мешкали в Гімалаях: Шива на горі Кайлас, а Парваті (Шайл Путрі) вважалася дочкою пагорбів.
За легендою, мудрець В'яса Ріші порадив Пандавам що, оскільки вони осмілилися вбити власних родичів-Каурав під час війни Курукшетра, пробачити їх може лише Лорд Шива. В результаті Пандави відправилися шукати Шиву, який, однак, не бажав їх бачити, бо він був переконаний у провині Пандав. Щоб не дати знайти себе, Шива прийняв образ бика та переховувався у підземній печері Ґуптакаші, де Пандави і зуміли його знайти. Але тіло Шиви у вигляді п'яти частин тіла бика перенеслося до п'яти місць, Панч-Кедар, де Пандави збудували п'ять храмів на честь Шиви, щоб молитися йому та просити пробачення. Кожний храм ідентифікований з певною частиною тіла Шиви: Тунґнатх вважається місцем, де опинилися руки. Спина опинилася у Кедарнатхі, голова — у Рудранатхі, живіт у Мадх'ямахашварі, волосся у Калпешварі.
Легенда також розповідає, що Лорд Рама, головний герой епосу Рамаяна, медитував на вершині Чандрашили, неподалік від Тунґнатху. Равана, інший персонаж Рамаяни, провів тут час у покаянні Шиві.

## Будівля

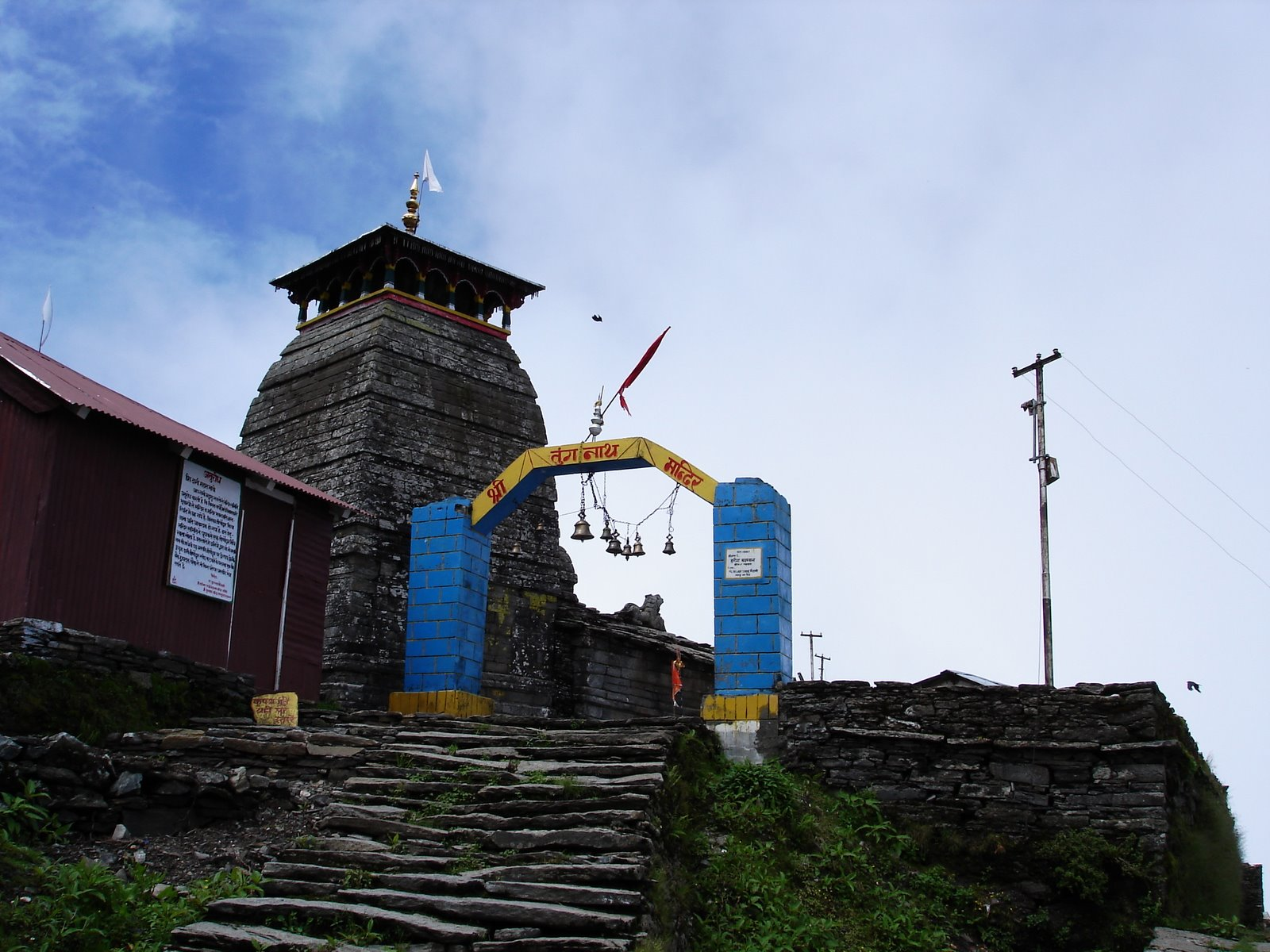
Арочна брама над стежкою до храму

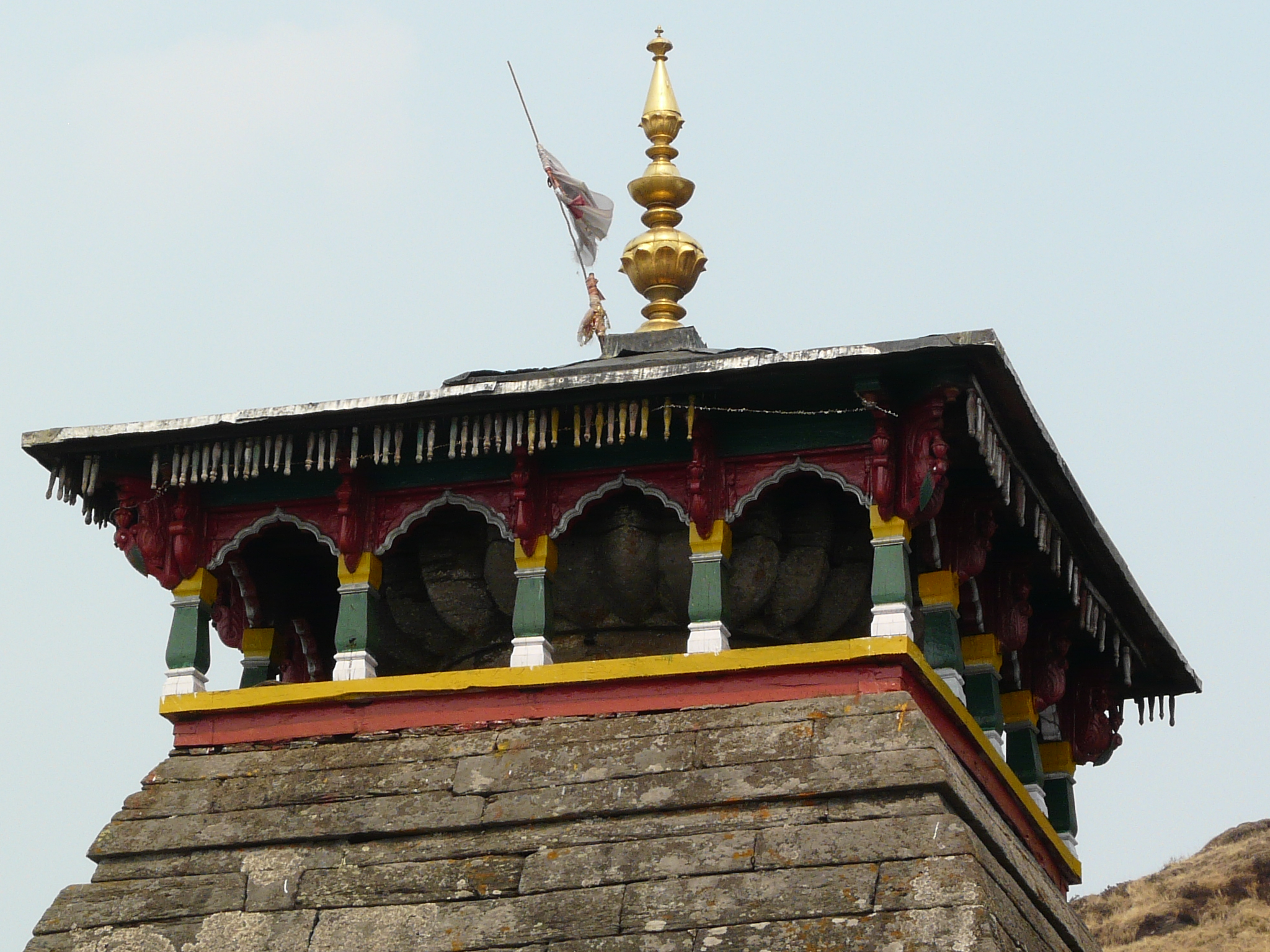
Деталь бані з 16 вікнами

Тунґнатх збудований у півнчіно-індійському стилі храмової архітектури. Він невеликий за розміром, у його святилищі може комфортно розміститеся лише десять чоловік. Храм оточують кілька менших споруд (біля десяти), присвячених різним богам. Святилище храму межує з пагорбом, де знаходиться священний чорний камінь (сваямбху) розміром близько 30 см, нахилений ліворуч, що символізує руки Шиви. Будівництво храму приписують Арджуні, третьому з братів-Пандава.
Унизу пагорбу, де починається стежка до храму, знаходиться відносно недавно збудована брама із написаною зверху назвою Тунґнатх. Напис на брамі вказує відстань до храму (4 км) та вказує, що паломники, нездатні подолати таку відстань, можуть залишити пожертвування у коробці, що стоїть біля брами.
Архітектурний дизайн храму схожий з храмами Ґуптакаші, Мад'ямахашвар і Кедарнатх. Всі споруди усередині огорожі збудовані з каменів, прикрашених намальованими на них декораціями. Найвищий купол має на вершині дерев'яну платформу. Під куполом розташовано 16 вікон. Дах храму також вкритий кам'яними пластинами. На вході до храму знаходиться кам'яне зображення бика Нанді, обернуте усередину храму, де знаходиться ідол самого Шими. Зображення Нанді зазвичай прикрашене для поклоніння квітами та трьома лініями жовтої глини (tripundra), із позначенням третього ока Шиви, його традиційного символу. Праворуч від входу знаходиться зображення Ганеші, сина Шиви. У головному святилищі храму, ashtadhatu, знаходяться ідоли мудреців В'яса і Кала Бхайрава, послідовників Шиви. Крім того, у храмі знаходяться зображення Пандав та сріні зображення решти храмів Панч-Кедар.
Серед маленьких храмів навколо, центральний належить богині Парваті, дружині Шиви. Праворуч знаходиться група з п'яти маленьких храмів, присвячених храмам Панч-Кедар, включаючи і власне Тунґнатх.
Біля розташованого неподалік водоспаду Акаш-Ґанґа знаходиться невеликий храм, присвячений священній горі Нанда-Деві, що відзначає її небісне походження. Тут біля головного ідолу Шиви розташована невелика статуя Аді Шанкари.

## Поклоніння
Священником цього храму є місцевий брахман з селища Маку, на відміну від решти храмів Панч-Кедар, де священики походять з Південної Індії, за традицією, встановленою індуським гуру 8 століття Аді Шанкарою. Протягом сезону дощів, храм закривається, а символічний ідол Шиви та службовці храму переміщаються до Макунатха, поселення за 19 км від храму. Це поселення розташоване біля міста Дуґґілбітха, за 10 км від міста Чопта.

## Географія

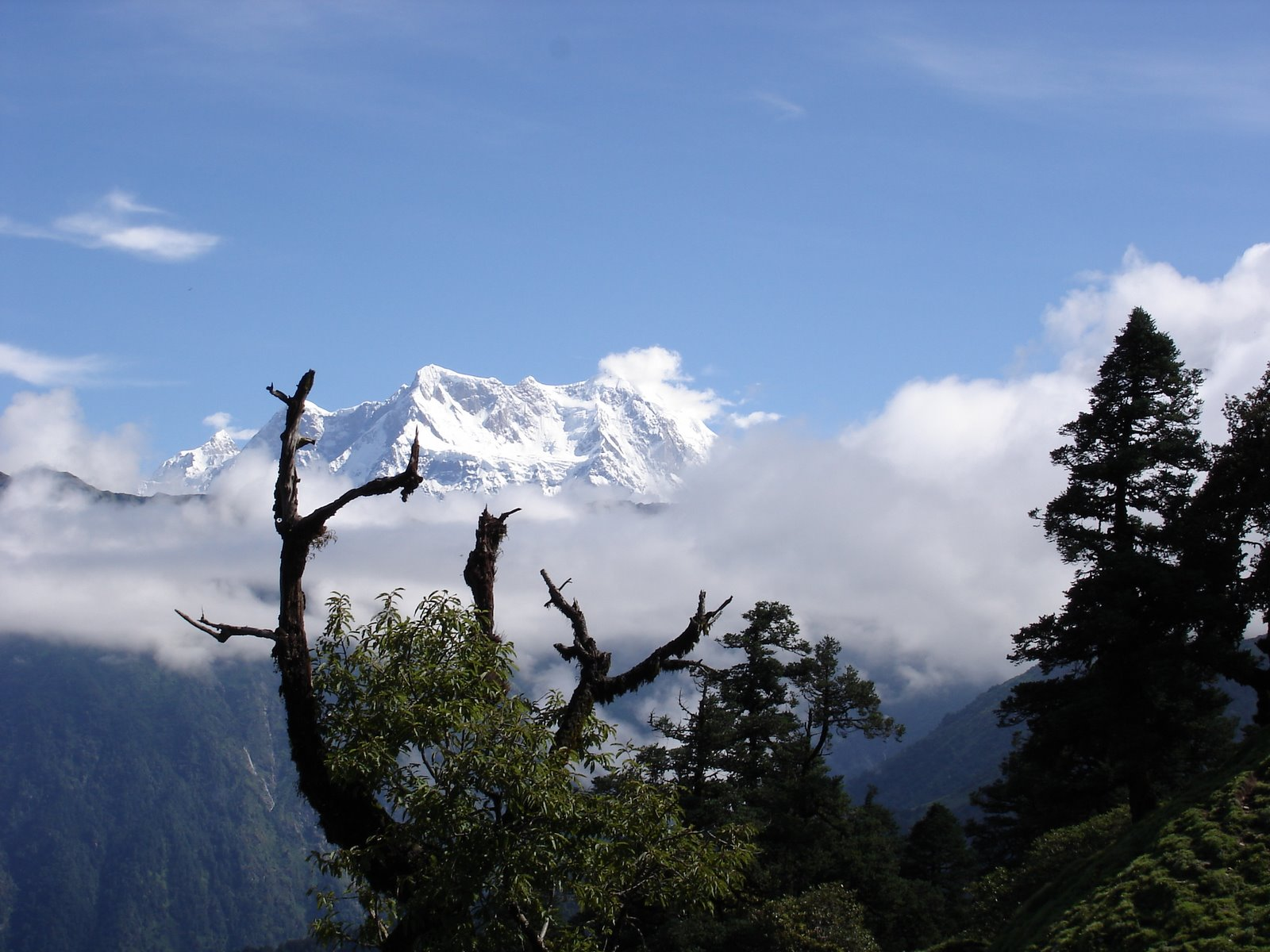
Вид на Гімалаї з Тунґнатху

Тунґнатх знаходиться на вершині хребта, по якому проходить вододіл річок Мандакіні (що тече з Кедаранатха) і Алакнанда (що тече з Бадрінатха). Біля Тунґнатху у хребті знаходяться три джерела, від яких починається річка Акашкаміні. Храм розташований приблизно за 2 км від вершини Чандрашила (4000 м). Дорога до міста Чопта проходить безпосередньо у підніжжя хребта та забезпечує налегший шлях до храму від Чопти, лише 4 км завдовжки. Найкращий вид на Гімалаї відкривається з вершини Чандрашила, звідти можна побачити засніжені вершини Нанда-Деві, Панч-Чулі, Бандерпоонч, Кедарнатх, Чаукхамба і Неелкантх з одного боку та долину Ґархвал з іншого. Долина між Чоптою і храмом Тунґнатх перетинає порослі лісом пагорби з багатими альпійськими луками, рододендроновими гаями та сільськогосподарськими полями. Рододендрони під час цвітіння в березні вкриваються яскравими квітками, від малинового до рожевого кольору. Неподалік розташована високогірна ботанічна станція Ґархвалського університету. Біля храму є також лісовий будиночок для відвідувачів, напроти пагорбів Кенданатх. На цих пагорбах знаходиться заповідник (заказник) дикої природи, Заказник мускусного оленя Кендарнатх, заснований в 1972 році для збереження зникаючого мускусного оленя, що мешкає в регіоні. Інший центр розведення мускусних оленів діє у Кхарчула-Кхарак біля Чопти.

## Доступ
Крім місця паломництва, храм також є популярним місцем любителів гірських походів. Стежка до храму починається від міста Чопта на висоті 1926 м над рівнем моря, куди можна дістатися від Національного шосе 58 (Рудрапраяґ — Шиврупі — Девраянґ — Шрінагар). Зі всіх стежок, що ведуть до храмів Панч-Кедар, стежка до Тунґнатха найкоротша — лише 4 км від Чопти, цю відстань можна подолати приблизно за 4 години. Стежка середньої крутизни, піднімаючись на 730 м, вона вимощена камінням, а біля шляху на приблизно рівних інтервалах поставлені лавки для відпочинку та насолоди видами на Гімалаї. Зазвичай паломники, що направляються до Тунґнатху, роблять це в рамках туру до всіх п'яти храмів, проходячи шлях 170 км починаючи з Рішікеша. Храми відвідують у порядку Кедарнатх, Тунґнатх, Рудранатх, Мадх'ямахашвар і Калпешвар. Це паломництво здійснюється улітку, з квітня по жовтень, оскільки узимку дороги занесені снігом. Навіть місто Чопта узимку пустіє. Проте ходить чутка, що деякі адепти Шиви навпаки приходять сюди узимку, щоб запобігти зустрічі з іншими відвідувачами. Від храму можна дістатися до вершини Чандаршила, якщо пройти ще 2 км .
Найближчий аеропорт — «Джоллі Ґрант», у місті Дехрадун, на відстані 258 км. Найближча залізнична станція — Рішікеш, за 241 км.